# Аврора (фільм)
«Авро́ра» — художній фільм української режисерки Оксани Байрак, у якому йдеться про вихованку дитячого будинку — маленьку дівчинку на ім'я Аврора, що стала жертвою аварії на Чорнобильській АЕС. Знімання проходили в Києві, Донецьку, Краматорську, Чорнобильській зоні і Лос-Анджелесі. Головні ролі виконали 14-річна киянка Анастасія Зюркалова, російський актор Дмитро Харатьян та американський актор Ерік Робертс. Продюсерами фільму стали Олег Степаненко («IntWestDistribution») та Оксана Байрак («Bayrak Studio») за підтримки телеканалу «Інтер». У широкий прокат вийшов 30 листопада 2006 року.
Фільм був висунутий від України на премію «Оскар» в номінації «Найкращий фільм іноземною мовою». 

## Сюжет
Історія нам розповідає про маленьку дівчинку, Аврору, яка мешкає у дитячому будинку, розташованому на околиці невеликого містечка Прип'ять, яка мріє бути балериною. Своїх батьків Аврора не пам'ятає, а тому найближчою людиною для дівчинки стає пожежник – Тарас Савченко.
Коли на Чорнобильській АЕС відбувається вибух, Аврора робить усе можливе, щоб побачити свого Тараса, який гасив пожежу Четвертого енергоблоку. В результаті таких дій, вона отримує величезну дозу радіації, що негативним явищем вплине на стан її здоров'я.
Аврору відвозять в США, в клініку, де вона зустрічається зі своїм кумиром Миколою Астаховим, зіркою балету, який ніяк не може подолати глибоку творчу кризу. Але зустріч із помираючою дівчинкою, яка мріє стати балериною, допомагає Миколі Астахову змінити своє життя раз і назавжди.

## Головні ролі
- Анастасія Зюркалова — Аврора
- Дмитро Харатьян — Микола Астахов
- Ерік Робертс — Джеймс
- Анастасія Меськова — танцюристка Марго
- Анастасія Буніна — Наталя
- Станіслава Хоменко — Анабель
- Валентин Преторіус — Андрій Астахов
- Вікторія Токманенко — медсестра

## Кошторис та касові збори
Кошторис фільму склав $1,5 млн. Фільм не мав успіху в прокаті; касові збори за даними BOM склали лише $296 тис.. За даними Держкіно збори стрічки в Україні склали $325 тис.

## Участь у кінофестивалях
У 2007 році на "IV-ому Київському міжнародному «Кінофорумі України-2007», який щорічно організовувала компанія Андрія Різоля «ВАВІЛОН», фільм «Аврора» отримав «Національну премію кінобізнесу в номінації „Краший вітчизняний прокатний фільм“» та «премію реклами в українському кіно „25 кадр“ у номінації „Кращий сайт фільму“»; також на кінофорумі режисерка стрічки Оксана Байрак отримала «Національну премію кінобізнесу в номінації „Людина року в кінобізнесі“».

## Скандали

### Скандал із висуненням на Оскар від України
У 2006 році розгорівся скандал під час висунення фільму Аврора від України на премію Оскар. Зокрема, фільм звинуватили у тому, що у ньому недостатньо складових аби вважатися українським фільмом; як і попередній претендент на Оскар від України, фільм 2004 року Водій для Віри, Аврору було знято російською мовою, з використанням російських акторів, російського сценариста тощо і єдиною відмінністю від Водія для Віри було те що Аврору було знято номінально-українським режисером Оксаною Байрак. Окрім сумнівної «українськості» стрічки, фільм також звинуватили у порушенні правил Американської Кіноакадемії для фільмів у номінації «найкращий фільм іноземною мовою», а саме у непрозорості процесу обрання стрічки членами горезвісної «Асоціації сприяння розвитку кінематографа в Україні» та відсутності прокату стрічки на території країни-виробника у визначений Американською Кіноакадемією термін (мінімум 7 днів).

### Непотрапляння фільму до «Списку відеопродукції, забороненої до розповсюдження в Україні»
У 2016 році один з головних акторів стрічки, Дмитро Харатьян, потрапив до Чорного списку Мінкульту України у зв'язку з його антиукраїнськими діями. Відповідно до закону України «Про внесення змін до деяких законів України щодо захисту інформаційного телерадіопростору України» від 2015 року, Держкіно України має заборонити показ на території України усієї відеопродукції, у якій брала участь особа з Чорного списку Мінкульту України. Попри на повідомлення у деяких українських ЗМІ про те, що Держкіно у 2016 році внесло фільм «Аврора» до списку відеопродукції, забороненої в Україні, цього насправді не сталося і станом на кінець 2017 року Держкіно продовжує порушувати закони України, не вносячи фільм «Аврора» до списку відеопродукції, забороненої в Україні.

## Цікаві факти
- Зйомки сцен на вулицях міста Прип'ять відбувалися в місті Краматорськ Донецькій області
- Для зйомок у фільмі Анастасії довелося поголити голову наголо.